# De Constleerende
De Constleerende is een toneelvereniging uit Schellebelle, een dorp in de Belgische gemeente Wichelen. De huidige vereniging - gesticht in 1972 - gaat terug op een 19e-eeuws toneelgezelschap, dat in de jaren 1930 al eens opnieuw verscheen.

## Geschiedenis
Een historische bron vermeldt dat er in 1808 een gezelschap uit Schellebelle, genaamd De Constleerende, een "blij-eyndig treurspel opvoerde met schone decoratie, korstige vertonighen, balletten en illuminatien." De vereniging had als spreuk: "Een lelie can groyen tusschen de doornen." Ze speelden in een toneelhuis/herberg in Bruinbeke.
De eerstvolgende vermelding van het toneelgezelschap dateert uit de jaren 1930. Er werden in die periode namelijk pogingen ondernomen, door het Davidsfonds, om De Constleerende nieuw leven in te blazen. Dat resulteerde in de opvoering van een Schat uit Congo. Later verdween het gezelschap opnieuw.
In 1972 besloten leden van de KLJ in Overmere om opnieuw een toneelvereniging op te richten. De eerste productie heette Laat geluk. Na deze eerste voorzichtige stapjes van de herboren toneelvereniging, klopte de lokale afdeling van de KWB aan bij het Davidsfonds met de vraag om een opvoering te verzorgen voor de KWB. Er werd beslist om als Davidsfonds naar buiten te komen, maar de groep zou een voorstelling per jaar ten voordele van de KWB spelen. De eerste productie van de samenwerking Davidsfonds/KWB heette Gouden Regen in een regie van Herman De Bie. Hij zou uiteindelijk de regie verzorgen van negen van de tien eerste stukken. De Constleerende speelde sindsdien meer dan 70 stukken, ook buiten Schellebelle. In 1976, tijdens de Potjesmarkt werd Het gezin Van Paemel van Cyriel Buysse opgevoerd in het Duitse Keulen. 
In het najaar van 2000 zijn het Davidsfonds en De Constleerende elk hun eigen weg gegaan, al blijven beide verenigingen nog wel samenwerken. Er wordt ook nog occasioneel samengewerkt met de KWB.
In het seizoen 2003-2004 is onder de vleugels van De Constleerende een jeugdwerking opgericht.